# Nuevo Tazumal
Nuevo Tazumal es un sitio arqueológico de la época precolombina ubicado en la ciudad de Chalchuapa, departamento de Santa Ana, El Salvador. Fue lugar residencial y ceremonial del período posclásico temprano o epiclásico (desde el 900 hasta el 1200 DC), siendo contemporáneo a la pirámide 2 de Tazumal.
El sitio cuenta con varias estructuras (plataformas con diferentes plantas), entre las cuales hay 7 qué en la década de 1940s se ubicaban en la finca El Cuje y que inicialmente fueron incluidas en el sitio arqueológico de Tazumal; a estás luego se le sumarían otras descritas por Robert Sharer en la década de 1960s y Shione Shibata en los 2000s. Algunas de estas construcciones ya no existen debido al crecimiento de Chalchuapa.

## Estructuras
A inicios de la década de 1940s, John Longyear tuvo la oportunidad de identificar 13 estructuras (plataformas bajas, con una altura menor a 3 metros) qué incluiría en el área de Tazumal; entre estás había 7, que estaban ubicadas en la finca El Cuje, y que hoy se incluyen en este sitio de Nuevo Tazumal. Estas estructuras serían levemente mencionadas por Stanley Boggs en sus investigaciones en Tazumal, realizadas en esa misma década.
En la década de 1960s, Robert Sharer haría un reconocimiento superficial en la zona, en el que registraría un total de 8 estructuras, cuya denominación arqueológica empezaría con la expresión B1 o B3, y que serían las estructuras: B1-7, B3-1, B3-2, B3-3, B3-4, B3-5, B3-6 y B3-7. En este reconocimiento se encontrarían tiestos de cerámica que en su mayoría serían de los periodos clásico (200 a 900 d. C.) y posclásico temprano (900 a 1200 d. C.), y algunos del preclásico tardío (650 a. C. a 200 d. C.).
Entre el 2001 y 2005 el arqueólogo japonés Shione Shibata realizaría investigaciones y excavaciones en el área debido a la solicitud de una empresa lotificadora para realizar la construcción de una residencial en esa zona. En estas investigaciones se detectaron un total de 10 estructuras y dos conjuntos arquitectónicos. Estas edificaciones contaban con distinta tipos de planta y de disposición, habiendo: una plataforma circular (estructura 1, qué correspondería a la denominada por Sharer como B3-6), dos plataformas
largas (Estructuras 2a y 2b, que conformaban la B1-7) que se encontraban formando una planta con forma de L; una plataforma poligonal (estructura 3, que correspondería a la B3-5) dos plataformas semi-ovaladas
(estructuras 4 y 7, qué corresponderían a la B3-2 y B3-4 respectivamente); cuatro plataformas cuadrangulares (estructuras 5, 6 o B3-3, 8 o B3-1 y 9); y ocho cimientos
(estructura 10, conjunto arquitectónico 1 y conjunto arquitectónico 2). De los conjuntos arquitectónicos, el mejor conservado era el conjunto arquitectónico 1 qué consistía en: 4 estructuras habitacionales (Conjunto Arquitectónico 1a, 1b y 1e), y 4 estructuras habitacionales pequeñas (Conjunto Arquitectónico 1c, 1d y 1f); mientras que del conjunto arquitectónico 2 solo se pudo saber que consistía en una plataforma larga.
Toda las estructuras estaban hechas de piedra y lodo, y carecían de repello. Asimismo, la mayoría de las piedras utilizadas eran de origen volcánico; y en algunas construcciones, como las Estructuras 1 y 6, se utilizaron piedras volcánicas labradas como bloques. De las edificaciones las más alta era la estructura 3 con 2.30 metros.
La estratigrafía del sitio consiste únicamente en solo dos estratos culturales con materiales arqueológicos (de color café el estrato inferior y negro el superior), en el que se encontraban todas las estructuras del sitio. Debajo de los estratos mencionados, había un suelo hecho de barro en el que fueron excavados dos entierros qué por su cerámica datarían del período clásico tardío. Mientras que los estratos culturales y las estructuras, por el material de construcción de éstas, datarían del período posclásico temprano.